# تشاونسي واشنطن
تشاونسي واشنطن (بالإنجليزية: Chauncey Washington)‏ هو لاعب كرة قدم أمريكية أمريكي، ولد في 29 أبريل 1985.

## وصلات خارجية
- تشاونسي واشنطن على موقع مرجع كرة القدم المحترفة.كوم (الإنجليزية)